# Torrejón de Ardoz
Torrejón de Ardoz és un municipi a la Comunitat de Madrid, i que es troba dins de la comarca del Corredor del Henares en la Comarca d'Alcalá (a l'est de la comunitat), dins l'Àrea metropolitana de Madrid. El seu nucli urbà s'ha desenvolupat paral·lelament a l'Autovia del Nord-est, que uneix Madrid i Barcelona. Els municipis limítrofs en són: Ajalvir i Daganzo de Arriba, al nord;Paracuellos de Jarama al nord-oest; Alcalá de Henares a l'est; i San Fernando de Henares, al sud i a l'oest.

## Persones il·lustres
- Jorge Garbajosa, jugador de bàsquet, i fill predilecte de la ciutat.[1]